# ほしの総明
ほしの 総明（ほしの そうめい）は、日本の漫画家。千葉県出身。部屋に突然迷い込んだ猫を一匹飼っている。

## 作品リスト
- 『ハートの国のアリス 〜Wonderful Wonder World〜』マッグガーデン〈マッグガーデンコミックスavarus〉全6巻（原作：QuinRose、『月刊コミックアヴァルス』連載）
- 『Dolci』マッグガーデン〈MGC avarus SERIES〉全3巻（『月刊コミックアヴァルス』連載）
- 『TRAPECION－トラペシオン』マッグガーデン〈MGC avarus SERIES〉全2巻（『月刊コミックアヴァルス』連載）
- 『カグヤさんは反省しなさい』KADOKAWA〈シルフコミックス〉全2巻（原作：汀こるもの、『pixivシルフ』連載）
- 『悪役令嬢の怠惰な溜め息』KADOKAWA〈フロースコミック〉既刊9巻（原作：篠原皐月、キャラクターデザイン：すがはら竜、『Flos Comic』2020年 - 連載中）

| スタブアイコン | サブスタブ | この項目は、まだ閲覧者の調べものの参照としては役立たない、漫画家・漫画原作者に関連した書きかけの項目です。この項目を加筆・訂正などしてくださる協力者を求めています（P:漫画/PJ:漫画家）。 |